# Andrei Mokh
Andrei Vladimirovich Mokh (en rus: Андрей Владимирович Мох), nascut el 20 d'octubre de 1965 a Tomsk, és un exfutbolista rus.
Va jugar en diversos equips del seu país a la segona meitat dels 80 i la primera dels 90, tot guanyant una Copa de l'URSS. Posteriorment, va prosseguir la seua carrera a la lliga espanyola, tot jugant prop de 200 partits entre la Primera i la Segona Divisió. Andrei Mokh va ser internacional amb la Unió Soviètica i amb Rússia.